# خاندان هوجوی اخیر
خاندان هوجوی اخیر، خاندان گو-هوجو (به ژاپنی: 後北条氏 Go-Hōjō-shi) یکی از قدرتمندترین خاندان‌های جنگجو در دوره سنگوکو در ژاپن بود. منطقه زیر نفوذ این خاندان در درجه اول منطقه کانتو بود.

## تاریخ
تاریخچه خاندان در «هوجو گودایکی» نوشته شده است.
هوجوی اخیر/گو هوجو، که گاهی به نام «اوداوارا هوجو» به نام قلعه زادگاهشان قلعه اوداوارا در ولایت ساگامی شناخته می‌شود، با خاندان هوجو که وابسته به خاندان میناموتو بودند، نسبتی نداشتند.
در اصل این خاندان از خاندان تایرا منشأ گرفته است. به‌طور سنتی تصور می‌شود که این خاندان توسط هوجو سوئون، متعلق به شاخه‌ای از خاندان معتبر خاندان ایسه ، که شاخه ای از خاندان تایرا (桓武平氏) بود، تأسیس شده است. این خاندان در خدمت مستقیم شوگون‌سالاری آشیکاگا، به عنوان مشاور نزدیک و شوگو (فرماندار) بود. خاندان هوجوی اخیر که در قلعه اوداوارا در ولایت ساگامی مستقر بود، به مدت پنج نسل به عنوان سنگوکو-دایمیو در هشت ایالت کانسای قدرت داشت.

### رهبران خاندان
- هوجو سوئون (تولد ۱۴۳۲ – مرگ ۱۵۱۹ میلادی) بنیان‌گذار و اولین نسل خاندان گو هوجو /خاندان هوجوی اخیر بود که در دوره سنگوکو به یک ارباب فئودال تبدیل شد. اگرچه او به‌طور گسترده‌ای به عنوان «هوجو سوئون» شناخته می‌شود، اما در واقع او از نام خانوادگی «ایسه» در زمانی که هنوز زنده بود استفاده می‌کرد. در طول بحران جانشینی خاندان ایماگاوا در سال ۱۴۷۶، سوئون که خواهرش با ایماگاوا یوشی‌تادا، شوگو (فرماندار) ولایت سوروگا ازدواج کرده بود، با خاندان ایماگاوا مرتبط شد. با مرگ یوشیتادا در نبرد، سوئون برای حمایت از برادرزاده خود ایماگاوا اوجیچیکا به سرعت پایگاهی از قدرت را در کانتو ایجاد کرد.
- هوجو اوجی‌تسونا، پسرش می‌خواست نسبش نام فاخرتری داشته باشد و خاندان هوجو را پس از سلسله نایب‌های موروثی شوگون‌سالاری کاماکورا که همسرش نیز به آن تعلق داشت، انتخاب کرد؛ بنابراین او هوجو اوجی‌تسونا شد و پدرش، ایسه سوئون، پس از مرگ به هوجو سوئون تغییر نام داد.
- هوجو اوجی‌یاسو پسر ارشد هوجو اوجی‌تسونا و سومین رهبر خاندان بود.
- هوجو اوجیماسا (تولد ۱۵۳۸ – مرگ ۱۰ اوت، ۱۵۹۰ میلادی) پسر ارشد اوجی‌یاسو، چهارمین رهبر خاندان بود. پس از اتحاد سه‌گانه کوسوسون، دختر تاکدا شینگن، اوبا-این، همسر اصلی او شد. قدرت آنها با قدرت خاندان توکوگاوا رقابت می‌کرد، اما سرانجام تویوتومی هیده‌یوشی، قدرت خاندان هوجوی اخیر را در محاصره اوداوارا (۱۵۹۰) ریشه‌کن کرد.
- هوجو اوجینائو (تولد ۱۵۶۲– مرگ ۱۵۹۱ میلادی) پسر اوجیماسا، آخرین رهبر خاندان هوجوی اخیر بود. هوجو اوجینائو و همسرش توکو هیمه (دختر از توکوگاوا ایه‌یاسو) به کوه کویا تبعید شدند، جایی که هوجو اوجینائو در سال ۱۵۹۱ درگذشت.

استاد چای یامانواوئه سوجی، شاگرد سن نو ریکیو تحت حمایت اربابان اوداوارا بود. خاندان در طی دوره ادو در ولایت کاواچی قلمرو سایاما را اداره می‌کردند.

## رهبران
سران خاندان هوجوی اخیر:
- هوجو سوئون (۱۴۳۲–۱۵۱۹)بنیان‌گذار خاندان هوجوی اخیر
- هوجو اوجی‌تسونا (۱۴۸۷–۱۵۴۱), پسر سویون
- هوجو اوجی‌یاسو (۱۵۱۵–۱۵۷۱), پسر اوجی‌تسونا
- هوجو اوجیماسا (۱۵۳۸–۱۵۹۰), پسر اوجی‌یاسو
- هوجو اوجینائو (۱۵۶۲–۱۵۹۱), پسر اوجیماسا